# まったく最近の探偵ときたら
『まったく最近の探偵ときたら』（まったくさいきんのたんていときたら）は、五十嵐正邦による日本の漫画作品。『電撃マオウ』（KADOKAWA アスキー・メディアワークス）にて2016年6月号より連載中。2021年4月には、単行本第9巻の発売記念として第1話と第3話がボイスコミック化された。2024年8月時点で累計部数が90万部を突破している。
2025年7月からテレビアニメが放送中。

## あらすじ
その昔、一世を風靡した名探偵の名雲 桂一郎。彼が解決した事件は数知れず。そんな彼も今では元名探偵。昔ながらのやり方しか知らず、さらには歳のせいかあちこちにガタがきている肉体に苦しめられながら探偵を続けていた。
そんな中、女子高生の真白が助手にして欲しいと現れた。なんだかんだで真白を助手にすることになり、波瀾万丈な毎日が始まっている。

## 登場人物
声の項はボイスコミック版またはテレビアニメ版の声優。

### 名雲探偵事務所
名雲 桂一郎（なぐも けいいちろう）
声 - 諏訪部順一
本作の主人公。35歳の男性。自宅兼事務所の新宿にある「名雲探偵事務所」の所長。喫煙者。
若いころは天才高校生探偵として一世を風靡したが、現在では家賃を滞納するほどうだつの上がらない探偵稼業を行っている。最近の事情にめっぽう疎く、昔ながらの探偵のやり方しかできない。猫探しは得意。
腰痛を患っている。老眼も進行している。歯痛持ち。自律神経もイカれている。膝も悪い。四十肩。耳も遠くなってきた。大脳がくたびれている バ行を多用すると唇がすぐ裂ける。。知覚過敏もある。顎関節症もある。蓄膿もある 胃は鳥の唐揚げを受け付けられない。。ドライアイもある。
知らないものは、「スマホ」「JK」「ホームページ」「オールラウンドサークル」「おっぱいマウスパッド」。
携帯のメールの着信音は真白の音声。
これらが原因で地元では挙動不審と思われており、YO（やべえおじさん）四天王の一人「挙動不審厚着おじさん」と本人も知らぬ間にカテゴライズされている。
中西 真白（なかにし ましろ）
声 - 花澤香菜
本作のヒロイン。昔の名字は「朝倉」。名雲桂一郎の元に助手として勝手に転がり込んだ探偵志望の女子高生。2年C組所属。助手という名目で雇われてはいるが給料は発生していない。桂一郎を「おじさん」と呼んで慕っている。かつての名探偵だったころの桂一郎に憧れている。
桂一郎に名字を隠しており、田中や鈴木と言って偽名で誤魔化していた。自分のせいで名探偵であった桂一郎を潰したことを負い目に感じている。両親は健在だが、実母の再婚相手と折り合いが悪い。
特技は収納術と、10年鍛えたフィジカル。顔芸。琉球空手の使い手。火炎放射器を自前で作成できるほどのスキルを持っている。
暗いところとオバケは苦手。料理は得意。テレホンカードを知らない。60キロメートル以上のランニングを軽い運動という。
化粧をハナから習っている。衣装も自作できる。
ケルベロス
声 - 堀井茶渡
ペット探しの依頼で間違って捕えられた野良猫。命名は真白。桂一郎は好きだが、真白のことは嫌い。
根津 太郎（ねづ たろう）
声 - 河西健吾
元ヤクザの男性。22歳。害虫駆除の依頼を暴力団の壊滅と誤解した真白によって壊滅させられた「極道組」に所属していた。真白に恩義を感じて「姉さん」と慕っている。地元は埼玉。
後に自身がいた暴力団を壊滅させた張本人である真白と一緒にいることがバレて、命を狙われており姿を隠している。
住んでいる借家が花火で全焼している。

### 名探偵アスナロ
翌檜 ユウ（あすなろ ユウ）
声 - 山口智広
人気を博している高校生探偵。18歳の男性。小学生のころに名雲に憧れ探偵業界に飛び込み、才能を発揮した。
すぐに「妙だな…」と考える面倒くさいタイプの人間。
着ている服はほとんどがファンからの貰い物。
苦手な食べ物はトマト。テレホンカードを知らない。
風巻 ハナ（かざまき ハナ）
声 - 平野綾
小柄な女性。助手。周囲から「マキ」という愛称で呼ばれている。ユウを「マスター」と呼んでいる。年齢は20代。誕生日は1月5日。
ユウには番組企画のオーディションによって選ばれ、給料が良いという理由から助手をやっている。様々な職種を経験しており助手としては非常に有能で桂一郎からは「探偵のやることがなくなってしまう」と言われるほど。
貧乳であることを気にしており、そのため体型を隠せるポンチョを好んで着ている。それだけではなく、バストアップに効果があるという理由から毎日、豆乳のスムージーを飲んでいる。
料理を真白に教わっている。野良犬の保護のNPOに加入している。
高校生のころには早く大人になりたいと思っていたが、特になりたいものはなくこんな気持ちで大学に行くのも親に申し訳ないと思っていた。

### その他
コーチ
声 - 飯島肇
真白の師匠。黒人の男性。真白に格闘技などの極意を叩き込んでいる。指導内容はだいたい「鼻を狙え」「膝を狙え」のどちらかである模様。
マスター
声 - 最上嗣生
桂一郎の行きつけのBar「TONTO」のマスター。男性。オシャレじゃない人を見ると失神する。群馬県富岡出身。
半年前から店の壁に落書きがされて困っており、犯人を特定することを桂一郎に依頼する。
ブロント
声 - 安元洋貴
「TONTO」の常連客の男性。桂一郎を「ナディー」と呼ぶ。マスター同様、群馬県富岡出身。「こいつはケッサクだ」が口癖。
ベロニカ
声 - 日笠陽子
「TONTO」の常連客の女性。群馬県出身。桂一郎に惚れている。真白を「ピュアホワイト」と呼ぶ。
桂一郎に会いたいがため、彼の行きつけであるBar「TONTO」の壁に落書きをしていた。落書きは落としやすい塗料で書かれており、彼女も消す作業をしていた。
ビリー
「TONTO」の常連客の男性。群馬県出身。喫煙者。
美馬坂 総也（みまさか そうや）
声 - 加瀬康之
警部。35歳の男性。元高校生探偵。機械が苦手であり、証拠映像を確認しようとして映像プレーヤーを壊してしまうほど。
星野 アズハ（ほしの アズハ）
声 - ファイルーズあい
白衣を羽織ったポニーテールの女性。巨乳。大学生。19歳。自称「サイエンスエージェント」。目は渦を巻いたようなグル目。
独特な言い回しが特徴であり、真白のことを「新鮮JK」、牛肉のことを「牛の死肉」と言ったりしている。
色んな発明品を作っており、その全てが「求めている効果は発揮するものの必ず副作用がある」。
部屋はごみ袋によって占拠された汚部屋だが、袋の中身は紙ごみなので不潔ではない。
美馬坂 風（みまさか ふう）
声 - 和多田美咲
総也の娘。「怪盗ビーバー」と名乗る。総也の話を聞いて怪盗に憧れており、世間を賑わす怪盗の正体が冴えないおじさんだったときは怪盗を見て泣き出すほど。
桂一郎の財布を盗るものの、中身がレシートと絆創膏しかなく、追ってきた真白に財布を返している。
乳首試食おじさん
声 - 杉田智和
海パンにネクタイだけを身に着けた筋肉質な男性。YO（やべえおじさん）四天王の一人。「胸毛」の息子で「ロープ」の弟。
自身の乳首におすすめの食材を塗っており、試食を薦めてくる。オフの日はネクタイを外している。
必殺技「死食」は猛毒を乳首に塗って敵に吸わせるもの。
十字胸毛おじさん
声 - 杉田智和
ヘッドライトを着用した、胸毛が十字のおじさん。YO四天王の一人。「試食」と「ロープ」の父。
不衛生っぽい見た目ながら、毎日銭湯に通っているキレイ好き。だが、風呂上がりに地べたを這って小銭が落ちていないか探している。
ロープ大好きおじさん
声 - 杉田智和
ロープで自身の身体を縛っている男性。YO四天王の一人。「胸毛」の息子で「試食」の兄。
上半身にタトゥーを入れており、右脇腹には妄想上の一人娘の名前（チエコ）を入れている。タトゥーを入れたことを後悔している。ドM。

## 書誌情報
- 五十嵐正邦『まったく最近の探偵ときたら』KADOKAWA〈電撃コミックスNEXT〉、既刊15巻（2024年8月27日現在）
  1. 2016年7月26日発売[41]、ISBN 978-4-04-892253-1
  2. 2017年2月27日発売[42]、ISBN 978-4-04-892682-9
  3. 2017年9月27日発売[43]、ISBN 978-4-04-893366-7
  4. 2018年3月26日発売[44]、ISBN 978-4-04-893710-8
  5. 2019年2月25日発売[45]、ISBN 978-4-04-912362-3
  6. 2020年1月27日発売[46]、ISBN 978-4-04-912983-0
  7. 2020年8月26日発売[47]、ISBN 978-4-04-913356-1
  8. 2020年11月27日発売[48]、ISBN 978-4-04-913596-1
  9. 2021年4月26日発売[49]、ISBN 978-4-04-913804-7
  10. 2021年9月27日発売[50]、ISBN 978-4-04-913920-4
  11. 2022年1月27日発売[51]、ISBN 978-4-04-914193-1
  12. 2022年7月27日発売[52]、ISBN 978-4-04-914487-1
  13. 2022年12月26日発売[53]、ISBN 978-4-04-914787-2
  14. 2023年7月27日発売[54]、ISBN 978-4-04-915021-6
  15. 2024年8月27日発売[55]、ISBN 978-4-04-915429-0

## テレビアニメ
2025年7月からAT-Xほかにて放送中。

### スタッフ
- 原作 - 五十嵐正邦[5]
- 監督 - 久城りおん[5]
- シリーズ構成 - 池田臨太郎[6]
- キャラクターデザイン・総作画監督 - 古賀五十六[6]
- プロップデザイン - えとう誠[2]
- 美術監督 - 桒嶋壮志[2]
- 美術設定 - 成田偉保、新井佳奈[2]
- 色彩設計 - 相原彩子[2]
- 2Dデザイン - 倉持美里、増田咲紀[2]
- 3DCG - サンジゲン [2]
- 撮影監督 - 長谷川奈穂[2]
- 編集 - 榎田美咲[2]
- 音響監督 - えびなやすのり[6]
- 音響効果 - 倉橋裕宗[6]
- 音楽 - 菊谷知樹[6]
- 音楽制作 - KADOKAWA[6]
- 音楽プロデューサー - 水鳥智栄子
- プロデューサー - 伊藤沙保、吉岡直紀、西川恭平、東真央、西前朱加、後藤哲
- チーフアニメーションプロデューサー - 佐々木悠祐
- アニメーションプロデューサー - 山蔵
- アニメーション制作 - ライデンフィルム[6]
- 製作 - まったく最近の製作委員会ときたら

### 主題歌
「Suffer」
岡崎体育によるオープニングテーマ。作詞・作曲は岡崎体育、編曲は岡崎体育とdustbox。
「GORI☆GORI Feez e-Girl!!」
真白（花澤香菜）VS 愉快なおじさんたち（杉田智和）によるエンディングテーマ。作詞・作曲・編曲は花園姫子。

### 各話リスト
| 話数  | サブタイトル                         | 脚本                | 絵コンテ       | 演出       | 作画監督 | 総作画監督 | 初放送日      |
| ----- | ------------------------------------ | ------------------- | -------------- | ---------- | --- | ---------- | ------------- |
| 第1話 | 元名探偵 名雲桂一郎                  | 池田臨太郎          | 久城りおん     | 久城りおん | 小林亮 | 古賀五十六 | 2025年 7月1日 |
| 第1話 | 真白の害虫退治                       | 池田臨太郎          | 久城りおん     | 久城りおん | 本田敬一 | 古賀五十六 | 2025年 7月1日 |
| 第2話 | オバケは膝を狙え                     | 池田臨太郎          | 古賀五十六     | 古賀五十六 | 古賀五十六 こうのけいこ | 古賀五十六 | 7月8日        |
| 第2話 | 真犯人を探せ!!                       | 池田臨太郎          | 古賀五十六     | 古賀五十六 | 小林亮 | 古賀五十六 | 7月8日        |
| 第2話 | 真白爆発3分前                        | 池田臨太郎          | 古賀五十六     | 古賀五十六 | 小林亮 | 古賀五十六 | 7月8日        |
| 第3話 | 名探偵アスナロ                       | 池田臨太郎          | こでらかつゆき | 有冨興二   | 柑原豆真 | 古賀五十六 | 7月15日       |
| 第3話 | ストーカーの自覚がない奴が一番ヤバい | 池田臨太郎          | こでらかつゆき | 有冨興二   | 和田佳純 | 古賀五十六 | 7月15日       |
| 第4話 | 絶叫館殺人事件                       | 冨樫夕歩            | 播摩優         | 播摩優     | 黒鳥剣 斎藤梢 𠮷田肇 | 古賀五十六 | 7月22日       |
| 第4話 | マキちゃんとジェネレーションギャップ | 池田臨太郎 冨樫夕歩 | 播摩優         | 播摩優     | クォン・ウンジュ ソン・ジュンヨブ イ・イェリン キム・ジナ ソン・ジヨン ファン・スビン キム・ソンミ ユン・スビン キム・ハンジュ イ・ミンジ                           | 柑原豆真   | 7月22日       |
| 第5話 | 大人の世界へようこそ                 | 池田臨太郎          | 古賀五十六     | 久城りおん | 古賀五十六 志賀道憲 | 古賀五十六 | 7月29日       |
| 第5話 | 真夏のソリッド・シチュエーション     | 池田臨太郎          | 古賀五十六     | 平尚生     | クォン・ウンジュ キム・ソンミ キム・ジナ キム・ハンジュ ド・イムス ソン・ジュンヨブ ソン・ジヨン イ・ミンジ イ・ソヒョン イ・イェリン ユ・ヨンジュン ファン・スビン | 柑原豆真   | 7月29日       |
| 第5話 | 真白と星のエージェント               | 池田臨太郎          | 古賀五十六     | 平尚生     | 本田敬一 | 古賀五十六 | 7月29日       |
| 第6話 | 真白、女子会を開く                   | 池田臨太郎          | 久城りおん     | 藤代和也   | 本田敬一 | 古賀五十六 | 8月5日        |
| 第6話 | 助手交代!!                           | 池田臨太郎          | 久城りおん     | 藤代和也   | 柑原豆真 川岸隆太 | 古賀五十六 | 8月5日        |
| 第6話 | 摂氏100℃の死闘                       | 池田臨太郎          | 久城りおん     | 久城りおん | - | 古賀五十六 | 8月5日        |
| 第7話 | 名雲さんの大人の色気                 | 池田臨太郎          | 新田拓実       | 白石達也   | 新田拓実 小林亮 | 柑原豆真   | 8月12日       |
| 第7話 | 迷子と真白                           | 池田臨太郎          | 白石達也       | 白石達也   | 小林亮 | 柑原豆真   | 8月12日       |
| 第7話 | 名探偵vs怪盗リバーフェイク           | 池田臨太郎          | 白石達也       | 白石達也   | 小林亮 | 柑原豆真   | 8月12日       |
| 第8話 | 名雲のサイバー事件簿                 | 冨樫夕歩            | 古賀五十六     | 古賀五十六 | なまためやすひろ 𠮷田肇 斎藤梢 | 古賀五十六 | 8月19日       |
| 第8話 | 怪盗のメソッド                       | 池田臨太郎          | 古賀五十六     | 古賀五十六 | クォン・ウンジュ キム・ソンミ キム・ジナ イ・ミンジ イ・ソヒョン イ・イェリン ファン・スビン                                                                        | 古賀五十六 | 8月19日       |
| 第8話 | 探偵助手の休日                       | 冨樫夕歩            | 古賀五十六     | 古賀五十六 | 菅原美幸 | 菅原美幸   | 8月19日       |

### 放送局
| 放送期間        | 放送時間                     | 放送局     | 対象地域 | 備考                                            |
| --------------- | ---------------------------- | ---------- | -------- | ----------------------------------------------- |
| 2025年7月1日 -  | 火曜 23:30 - 水曜 0:00       | AT-X       | 日本全域 | 製作参加 / CS放送 / 字幕放送 / リピート放送あり |
| 2025年7月2日 -  | 水曜 0:30 - 1:00（火曜深夜） | TOKYO MX   | 東京都   |                                                 |
|                 |                              | サンテレビ | 兵庫県   |                                                 |
|                 |                              | KBS京都    | 京都府   |                                                 |
|                 |                              | BS11       | 日本全域 | 製作参加 / BS放送 / 『ANIME+』枠                |
| 2025年7月10日 - | 木曜 0:20 - 0:50（水曜深夜） | 三重テレビ | 三重県   |                                                 |

| 配信開始日   | 配信時間                           | 配信サイト | 備考                     |
| ------------ | ---------------------------------- | --- | ------------------------ |
| 2025年7月2日 | 水曜 0:00（火曜深夜） 更新         | ABEMA | 地上波先行・単独最速配信 |
| 2025年7月7日 | 月曜 0:00（日曜深夜） 以降順次更新 | dアニメストア ニコニコ生放送 ニコニコチャンネル U-NEXT アニメ放題 Lemino バンダイチャンネル Hulu DMM TV TELASA J:COM STREAM milplus 見放題パックプライム Prime Video FOD AnimeFesta | 見放題配信               |
|              |                                    | Rakuten TV HAPPY!動画 | 都度課金配信             |

### BD
| 巻 | 発売日             | 収録話         | 規格品番   |
| -- | ------------------ | -------------- | ---------- |
| 1  | 2025年9月26日予定  | 第1話 - 第4話  | ZMXZ-18571 |
| 2  | 2025年10月29日予定 | 第5話 - 第8話  | ZMXZ-18572 |
| 3  | 2025年11月26日予定 | 第9話 - 第12話 | ZMXZ-18573 |